# Worcester City FC
Worcester City FC (celým názvem: Worcester City Football Club) je anglický fotbalový klub, který sídlí ve městě Worcester v nemetropolitním hrabství Worcestershire. Založen byl v roce 1902. Od sezóny 2017/18 hraje v Midland Football League Premier Division (9. nejvyšší soutěž). Klubové barvy jsou modrá a bílá.
Své domácí zápasy odehrává na stadionu Victoria Ground (patřící Bromsgrove Sporting FC) s kapacitou 3 500 diváků.

## Získané trofeje
- Worcestershire Senior Cup ( 28× )
  - 1907/08, 1908/09, 1909/10, 1910/11, 1911/12, 1912/13, 1913/14, 1928/29, 1929/30, 1932/33, 1939/40, 1945/46, 1948/49, 1955/56, 1956/57, 1957/58, 1958/59, 1960/61, 1962/63, 1964/65, 1969/70, 1977/78, 1979/80, 1981/82, 1983/84, 1987/88, 1996/97, 2015/16
- Staffordshire Senior Cup ( 1× )
  - 1976/77

## Úspěchy v domácích pohárech
Zdroj: 
- FA Cup
  - 4. kolo: 1958/59
- Welsh Cup
  - Semifinále: 1978/79
- FA Trophy
  - Čtvrtfinále: 1969/70, 1973/74, 1980/81, 1981/82
- FA Vase
  - 1. kolo: 2017/18

## Umístění v jednotlivých sezonách
Stručný přehled
Zdroj: 
- 1902–1938: Birmingham & District League
- 1938–1939: Southern Football League
- 1940–1942: Birmingham & District League
- 1945–1958: Southern Football League
- 1958–1959: Southern Football League (North-Western Section)
- 1959–1967: Southern Football League (Premier Division)
- 1967–1968: Southern Football League (Division One)
- 1968–1974: Southern Football League (Premier Division)
- 1974–1977: Southern Football League (Division One North)
- 1977–1979: Southern Football League (Premier Division)
- 1979–1985: Alliance Premier League
- 1985–2004: Southern Football League (Premier Division)
- 2004–2008: Conference North
- 2008–2010: Conference South
- 2010–2015: Conference North
- 2015–2017: National League North
- 2017– : Midland Football League (Premier Division)

Jednotlivé ročníky
Zdroj: 
Legenda: Z – zápasy, V – výhry, R – remízy, P – porážky, VG – vstřelené góly, OG – obdržené góly, +/- – rozdíl skóre, B – body, červené podbarvení – sestup, zelené podbarvení – postup, fialové podbarvení – reorganizace, změna skupiny či soutěže
| Sezóny  | Liga                                       | Úroveň | Z  | V  | R  | P  | VG | OG | +/- | B  | Pozice |
| ------- | ------------------------------------------ | ------ | -- | -- | -- | -- | -- | -- | --- | -- | ------ |
| 2009/10 | Conference South                           | 6      | 42 | 10 | 10 | 22 | 48 | 60 | -12 | 40 | 20.    |
| 2010/11 | Conference North                           | 6      | 40 | 12 | 10 | 18 | 49 | 55 | -6  | 46 | 16.    |
| 2011/12 | Conference North                           | 6      | 42 | 18 | 11 | 13 | 63 | 58 | +5  | 65 | 7.     |
| 2012/13 | Conference North                           | 6      | 42 | 14 | 8  | 20 | 57 | 62 | -5  | 50 | 15.    |
| 2013/14 | Conference North                           | 6      | 42 | 13 | 11 | 18 | 40 | 53 | -13 | 50 | 15.    |
| 2014/15 | Conference North                           | 6      | 42 | 16 | 12 | 14 | 54 | 54 | 0   | 60 | 9.     |
| 2015/16 | National League North                      | 6      | 42 | 12 | 12 | 18 | 55 | 61 | -6  | 48 | 17.    |
| 2016/17 | National League North                      | 6      | 42 | 7  | 14 | 21 | 44 | 63 | -19 | 35 | 20.    |
| 2017/18 | Midland Football League (Premier Division) | 9      | 42 | 24 | 11 | 7  | 94 | 41 | +53 | 83 | 4.     |
| 2018/19 | Midland Football League (Premier Division) | 9      | 42 |    |    |    |    |    |     |    |        |

Poznámky
- 2016/17: Worcester se kvůli ekonomickým důvodům po sezóně přihlásil pouze do Midland Football League (Premier Division, tj. 9. nejvyšší soutěž).[2]